# キャストオフ
キャストオフ (cast off) とは、脱ぎ捨てることを意味する英語の語句。

## 日本サブカルチャー界での利用
日本のサブカルチャー分野では、以下の文脈で使用される。
1. 特撮テレビドラマ『仮面ライダーカブト』にて二段変身する工程
2. 1.から転じて美少女フィギュアの衣服の下を作り込み、脱着できる仕様のこと。

### 特撮作品における「キャストオフ」
日本の特撮映像作品『仮面ライダーカブト』において使用された用語である。劇中では、仮面ライダー達が自身の装甲を弾き飛ばすことにより、マスクドフォームからライダーフォームへ二段変身するプロセスを指す。虫の脱皮や羽化がモチーフとされている。関連商品として、この装甲脱着ギミックをスプリングアクションで再現したアクションフィギュアも発売されている。ホッパー類及び劇場版のみに登場する仮面ライダーにはない。

### 美少女フィギュア模型における「キャストオフ」
着衣状態で造形された美少女フィギュアを削って裸に改造することを「魔改造」と俗称するのに対し、最初から服を着た状態にも脱いだ状態にもできる仕様となっているフィギュアを「キャストオフ」と呼ぶ。
以前より、美少女フィギュアを改造などによりヌードにもできる商品がガレージキットを中心に存在していた。塗装済みの商品フィギュアにおいては、それまでのPVC素材で構成されているフィギュアでも、パーツの都合上スカートなどが別パーツとなっている関係などで、スカートのみを外してしまう現在のキャストオフに近い行為をできるものも存在したが、パーツ同士が接着されているために容易には外せない、スカートパーツを抜いた分の隙間ができてしまうなど、メーカーが意図的にギミックとしているものではなく、あくまで購入者の自己責任による行為であるに過ぎなかった。
メーカーが意図的にギミックとして盛り込んだ初の商品となったのは、1984年に発売された有井製作所のプラモデルで、テレビアニメ『超時空騎団サザンクロス』のラーナ少尉のアーミングダブレット胸部に作りこんだ造形が最初とされ、後に完成品として2004年1月に海洋堂「週刊わたしのおにいちゃん」で、フィギュアが着ているABS製の服を取り外せるものからである。しかし、ABS製の服という異素材をPVCに着せるのはクリアランスが非常に難しく、ABS服の後続はなかった。
現在の主流であるPVC製の服の着脱ギミックを意図的に盛り込んだといえるのは、2004年8月の同人フィギュア「習慣わたしのGごっこ」「習慣わたしのまほうつかい」（ともに制作はT's system　宮川武、発行サークルDoujin Hoops）からであった。PVCは分厚くなるので服には不向きというのが常識であったのを、宮川武は「ロリキャラでぶかぶかの服」というデザインで克服した。
2006年、前述の『仮面ライダーカブト』でキャストオフという言葉が広まったのち、フィギュアにおける脱衣ギミックを指す言葉としてもキャストオフという言葉が使われるようになった。
その後、フィギュアの大型化に伴ってPVCの服が不自然ではなくなった上に、未成年が購入可能であることもあり、2006年からのフィギュア業界ではヒットトレンドと化した。メガハウスがあくまでも「公式の仕様ではない」として公式で情報を一切開示しないのに対し、マックスファクトリーは堂々と「POLOシステム」と名付けて売り文句とし、2006年10月に『あまえないでよっ!! 南部千歳』を発売したことから、現在この仕様に関しては「POLO」と称されることも多い。

#### キャストオフフィギュアの例
- メガハウス エクセレントモデルCOREシリーズ
  - クイーンズブレイドシリーズ
    - キャストオフの認知度を高めたメガハウスのヒットシリーズ。完成品で気軽に女体を堪能できることから、ゲームブックである本編以上の盛り上がりを見せた。ラインナップは巨乳から微乳まで取り入れたボディや、人妻・メイド・巫女などで様々な男性の嗜好をフォローしている。

  - 戦国キャノン 巨乳暴れん坊巫女こより
    - 司淳がリメイクした巨乳巫女こよりのオールヌードが堪能できる。ゲーム本編がSTG冬の時代にあって人気下降の只中でありながら、造形のエロティズムからヒット商品になった。
- キャストオフ・フィックス・フィギュア
  - タキコーポレーションが展開するシリーズで、その名のとおり複数の脱衣状態を1つの商品に纏めて売りにしている。ラインナップは『同級生』や『To Heart』などの美少女ゲーム作品や、『一騎当千』『狼と香辛料』のようなアニメ化された漫画・小説作品など、多岐に渡る。
- 習慣わたしのGごっこ、習慣わたしのまほうつかい（同人フィギュア）
  - 初めてPVCでのキャストオフを実用化したフィギュア。同時発売。

#### 黎明期のフィギュア
テレビアニメ『ラブひな』『機動戦艦ナデシコ』など。製作に高いスキルが必要（あくまでヌード状態は購入者の改造による結果という建前がある）なガレージキットという垣根と、限られた流通のみで販売されていたインディーズの世界だったため、あまり一般には知られていない商品だった。発祥については、肌の露出度が高いフィギュアを裸に改造して楽しんでいた一般モデラーと、製作代行業者の存在があったと言われている。
これらはあくまで裸の状態で市販しない限りは、購入者による改造品の二次販売（中古品販売）であるため、著作権侵害には該当しない。